# Clodoveu II
Clodoveu II (Chlodovech) (633-27 de novembre de 657) va ser rei merovingi de Nèustria i Borgonya heretant els dos regnes a la mort del seu pare Dagobert I el 639.

## Biografia
Fill de Dagobert I i la seva segona esposa Nantechildis, tan sols tenia sis anys quan el seu pare va morir. El seu mig germà Sigebert III regnava a Austràsia des del 634, i ell va heretar el regne de Nèustria d'acord amb el desig de Dagobert.
La seva mare va actuar com a regent, fins a la seva prompta mort tres anys després, el 642. Aquest fet va fer que Clodoveu caigués sota la influència dels magnats locals, que van erosionar el poder reial en benefici propi.
Segons el Liber Historiae Francorum, en els seus darrers anys Clodoveu es va centrar en "fornicar, menjar i beure", i va morir després de 16 anys de regnat. Menor d'edat durant la major part del seu regnat, és considerat com un dels primers reis mandrosos (inefectius) de la dinastia merovíngia.

## Família

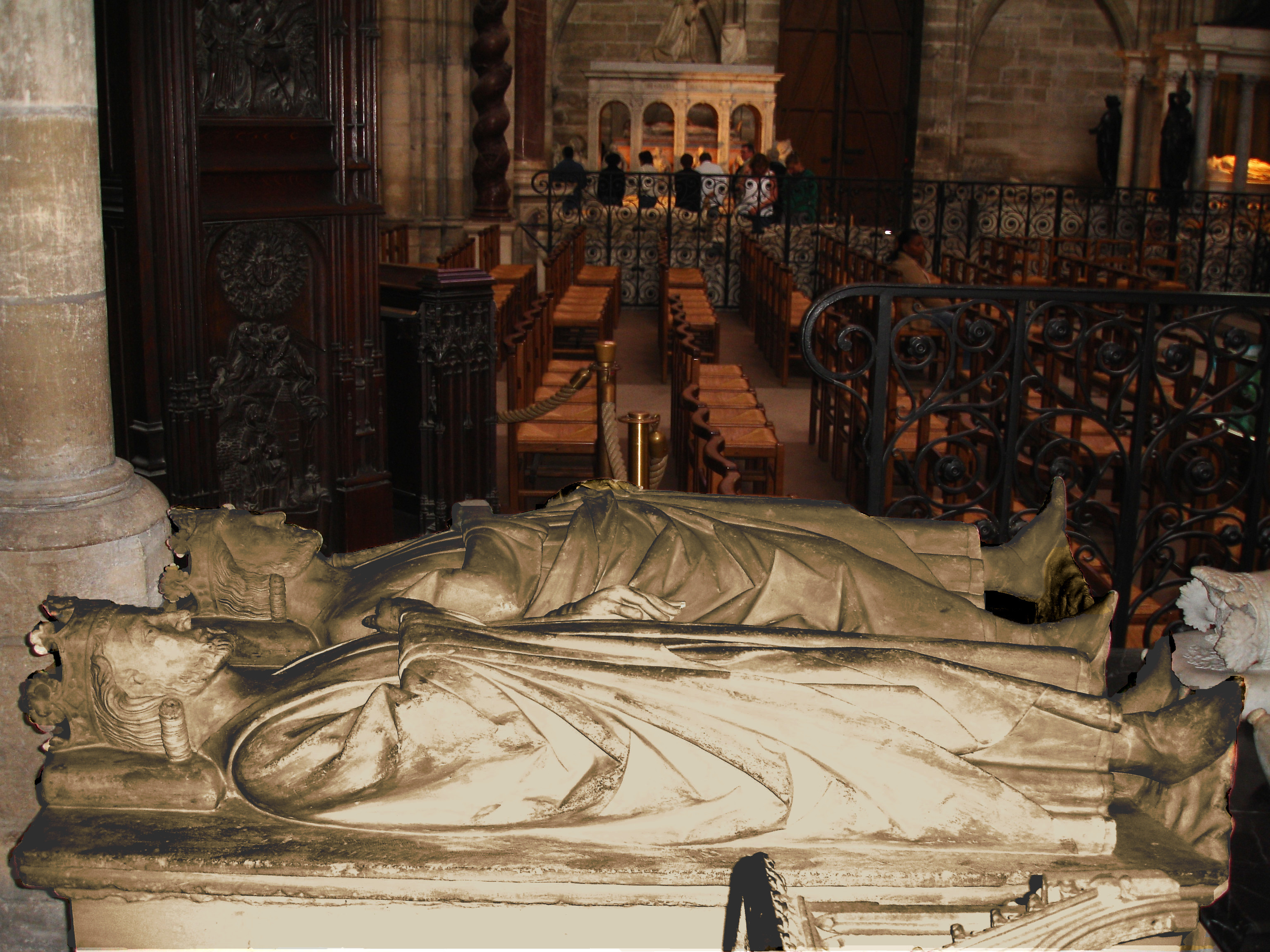
Tomba de Clodoveu II (segon terme) i Carles Martell a la Basílica de Saint-Denis

Clodoveu es va casar amb Bathilda, una aristòcrata anglosaxona que va ser venuda com a esclava a la Gàl·lia. Va ser adquirida pel majordom de palau de Clodoveu, que la va regalar al rei per guanyar el seu favor. Van tenir tres fills.
- Clotari III (650-673), hereu de Clodoveu a Nèustria i Borgonya.
- Khilderic II, esdevingué rei d'Austràsia.
- Teodoric III, a la mort de Clotari succeí el seu germà a Nèustria i Borgonya, i eventualment es convertiria en rei de tots els francs.